# 巴哈納人
巴哈納人，是一個什葉派穆斯林族群，主要居住在阿拉伯半島東部的歷史地區。學者普遍認為他們是巴林群島的原居民。大部分人口在阿拉伯東部的巴林，在科威特（見科威特的巴哈納），卡塔爾，阿拉伯聯合酋長國，阿曼，伊朗和伊拉克也有分布。大多數巴林的什葉派公民是巴哈納族。
在阿拉伯語中，巴哈納是巴爾（「海」）的雙重形式，因此巴林的意思是「兩海」。然而，是哪兩個海仍有爭議。
巴哈納人的起源是不確定的。關於它們的起源有不同的理論，一些西方學者認為巴哈納人起源於巴林的前伊斯蘭教民族，其中包括部分基督教化阿拉伯人、波斯瑣羅亞斯德教徒，猶太人和亞拉姆語農民。據一位歷史學家說，巴林的阿拉伯人定居點可能在公元前300年左右開始出現。並且該島的控制權由Rabyah部落維持，該部族在公元630年時皈依伊斯蘭教。
在巴林的巴努阿卜杜勒奎斯的族裔族譜中存在許多空白和不一致之處，因此巴哈納可能是種族混合人口的後裔。巴林社會傳統上將居民分為三個系譜類別：ansab（清楚的家譜），la ansab（不清楚的家譜）和bani khudair（外國人），巴哈納是“la ansab”，因為他們有不確定的血統。
由於對他們的祖先知之甚少，巴哈納可能是阿拉伯人征服時居住在該島上的原始基督教徒，猶太人和古代波斯人和其他東阿拉伯人後裔。